# 구로이정
구로이정(黒井町)은 효고현 히카미군에 있던 정이다. 현재의 단바시 중심부의 남동일대에 해당한다.

## 역사
- 1889년 4월 1일 - 정촌제 시행에 의해 8촌의 구역을 가지고 구로이촌이 성립하였다.
- 1923년 4월 1일 - 정으로 승격해 구로이정이 되었다.
- 1955년 3월 20일 - 가스카베촌, 오지촌, 고쿠료촌, 후나키촌과 합병해, 가스가정이 성립, 동일 구로이정은 폐지되었다.

## 교통

### 철도
- 일본국유철도
  - 후쿠치야마선

### 도로
- 국도 제175호선

## 참고문헌
- 角川日本地名大辞典 28 兵庫県